# ژوزف اینکاندلا
 ژوزف اینکاندلا (انگلیسی: Joseph Incandela؛ زاده ) یک دانشمند اهل ایالات متحده آمریکا است.